# كراون جول (2019)
كراون جول هو عرض مصارعة المحترفين قدمته شركة دبليو دبليو إي وسوف يشاركه فيه المصارعين من قسمي راو وسماكداون ، العرض جزء من فعاليات موسم الرياض في 31 أكتوبر 2019 في مدينة الرياض في ملعب الملك فهد الدولي ويعتبر العرض الثاني في السعودية من نوع كراون جول بعد عرض كراون جول عام 2018.

## ملخص العرض
بدأ العرض التمهيدي لعرض جوهرة التاج 2019 من استوديو WWE في الولايات المتحدة بترحيب المذيعة تشارلي كاروزو بالمشاهدين من خلال شبكة WWE وكان برفقتها المذيع سكوت ستانفورد والأسطورة بوكر تي وديفد اوتنغا في التحليل، وتحدثوا عن المواجهات التي سنشاهدها في هذا المهرجان الكبير، وتخلل ذلك مقابلة أجراها المذيع بايرون ساكستون مع الأسطوري ريك فلير حول مواجهته ضد فريق خصمه هالك هوجان.
✅ النزال الأول: المعركة الملكية
الفائز ومن سينافس أي جي ستايلز على اللقب هو: أومبيرتو كوريو
خرج النجم الطريف ار تروث رابحا من تلك المعركة بعد أن استغل إبعاد سونيل من المعركة ونجح بتثبيته واستعادة لقب 24/7، ونجح بالهروب من مطاردة النجوم الذي ظهروا لمحاولة انتزاع الحزام. ومن جهة أخرى استغل أومبيرتو كوريو فرصة ثمينة غدر بها إريك روان شريكه لوك هاربر عندما أبعده عن المنافسة، وباغت روان ودفعه من الخلف وانتزع تلك الفرصة الثمينة.
قابل بايرون ساكتون نجمي فريق نيوداي بيج إي وكوفي كينغستون خلف الكواليس حول مشاركتهما في كأس العالم لفرق الزوجي في ظل غياب شريكهما اكزافيير وودز، وتحدث إي بطريقة طريفة وحزينة عن تلك الإصابة بينما أكد كينغستون أنه وشريكه سيخرجان من المواجهة والكأس بحوزتهما وسيتوجهان للمشاركة في سماكداون يوم غد وينتزعان لقب الزوجي كذلك الأمر.
☑️عرض ومهرجان جوهرة التاج 2019 الرئيسي☑️
انطلق البث التلفزيوني لعرض جوهرة التاج 2019 من خلال فيديو ترويجي خاص بأبرز المواجهات التي ستشاهدها الجماهير في هذا المهرجان الكبير، واستعراض لقطات من العداوات التي حدثت بين النجوم في الأسابيع الماضية، ثم أنارت الألعاب النارية الضخمة سماء مدينة الرياض في المملكة العربية السعودية قبل أن تبدأ الأحداث الفعلة بدخول الوحش بروك ليسنر إلى الملعب وسط ترحيب جماهيري كبير.
✅ النزال الأول: بطولة العالم WWE للوزن الثقيل
بروك ليسنر -يهزم- كاين فيلاسكيز
أنهى الوحش البشري بروك ليسنر المواجهة بذكاء عندما استغل اندفاع كاين فيلاسكيز وهجومه العنيف عليه وتمكن من تنفيذ حركة الإخضاع الشهيرة كامورا لوك التي لم يقوى خصمه على مقاومتها، واستمر ليسنر بتنفيذ الحركة والضغط على فيلاسكيز إلى أن دخل ري مستريو إلى الحلبة وهاجمه بالكرسي الحديدي، لكنّ ذلك لم يؤثر في الوحش البشري الذي تمكن من الإطاحة به وطرده، واستدار لفيلاسكيز ونفذ عليه ضربة F5 القاضية قبل أن يعود مستريو بكرسي آخر وينهال عليه بضربات متتالية أجبرته على الهروب من الحلبة.
✅ النزال الثاني إقصاء متتالي: بطولة كأس العالم للزوجي
فريق روبرت روود ودولف زيجلر -يهزم- فريق جران ميتاليك ولينسي دورادو
فريق روبرت روود ودولف زيجلر -يهزم- فريق زاك رايدر وكيرت هواكينز
فريق هيفي ميشيناري تاكر ونايت وأوتيز -يهزم- فريق روبرت روود ودولف زيجلر
فريق نيو داي كوفي كينغستون وبيج إي -يهزم- فريق هيفي ميشيناري تاكر وأوتيز
فريق نيو دي كوفي كينغستون وبيج إي -يهزم- فريق بي تيم كيرتس اكسل وبو دالاس
فريق كوفي كينغستون وبيج إي -يهزم- فريق سكوت داوسون وداش وايلدر
فريق كارل أندرسون ولوك غالوز -يهزم- فريق كوفي كينجستون وبيج إي
فريق كارل أندرسون ولوك غالوز -يهزم- فريق ذا فايكنج رايدرز إريك وأيفار
استغل فريق أو سي OC كارل أندرسون ولوك غالوز الفرصة الثمينة التي هيأها لهما سكوت داوسون وداش وايلدر عندما هاجما فريق نيوداي بشكل عنيف للغاية بعد خسارتهما، ولم يواجها صعوبة في انهاء المواجهة لمصلحتهما بعد تثبيت كينجستون، وتمكنا من حسم المواجهة الحصول على الكأس ولقب أفضل فريق في العالم مع WWE.
قابل المذيع بايرون ساكستون النجم الكبير ري مستريو وتحدث معه حول النتيجة المؤسفة بالنسبة له بعد خسارة صديقه كاين فيلاسكيز، وقال مستريو إنه لن يجعل الأمور تمر دون عواقب بالنسبة لبروك ليسنر الذي كان مسؤولا عمّا حدث لابنه دومينيك، وتوعده بعقاب لن ينساه على الإطلاق، ووجّه له بعض الكلمات باللغة الإسبانية في نهاية المقابلة.
✅ النزال الثالث:منصور -يهزم- سيزارو
أجرى مذيع الحلبة مقابلة مع النجم منصور بعد فوزه بالمواجهة وتألقه بشكل ملحوظ أمام سيزارو، وتحدث منصور عن أهمية ذلك النزال وقال إنه الأهم في حياته لأنه جاء أمام جماهير بلده السعودية وأمام عائلته، وأضاف أنه أهم فوز في حياته كذلك الأمر، وتساءل عمّا ستكون الخطوة التالية، وتحدث لجماهير الرياض باللغة العربية قائلا لهم إنه حلمه الآن بحمل لقب البطولة بعد أن كانت الجماهير تحلم بوجود نجم سعودي في دبليو دبليو إي.
قابل المذيع بايرون ساكستون بطل WWE العالمي سيث رولينز خلف الكواليس وتحدث معه حول المواجهة أمام الوحش “ذا فيند” براي وايت على اللقب، وأكد رولينز أن كل شيء سينتهي هذه الليلة مهما كانت التكاليف رغم صعوبة الموقف أمام ذا فيند، واستخدم عبارته الشهيرة موكدا أنه سيحرق خصمه.
عُرضت مشاهد مطوّلة من العداوة التي دارت بين الوحش برون سترومان وخصمه بطل الملاكمة العالمي تايسون فيوري في الأسابيع الماضية، ودخل سترومان بعدها إلى الحلبة واستغرب من الحفاوة التي حظي بها خصمه لدى دخوله إلى الملعب، حيث ظهر فيوري مرتديا الملابس التقليدية السعودية واشتعلت الألعاب النارية بكثافة هائلة في سماء الرياض وداخل الملعب.
✅ النزال الرابع: صراع العمالقة
تايسون فيوري -يهزم- برون سترومان
استغل الملاكم والبطل العالمي تايسون فيوري مهارته ولكمته القاضية في عالم المصارعة لحسم المواجهة بعد أن عجز عن مجاراة الوحش برون سترومان في المصارعة، وانتهت المواجهة لمصلحته بالعد خارج الحلبة على سترومان الذي لم يتمكن من العودة لها في الوقت المناسب. وفي مشهد من خلف الكواليس خسر ار تروث لقبه لمصلحة سونيل سينغ الذي استعاده منه.
✅ النزال الخامس: بطولة الولايات المتحدة
أي جي ستايلز -يهزم- أومبيرتو كوريو
قابل بايرون ساكستون المصارع الأسطوري هالك هوجان خلف الكواليس وتحدث عن عداوته مع نظيره وغريمه الأسطوري الآخر ريك فلير، وقال إنه سيضع حدا لتطاول فلير ومضغه للعلكة هناك في الرياض وأمام الجماهير السعودية، وسأله عن موقفه عندما يتعرّض للخسارة والإحراج أمام فريقه.
✅ النزال السادس:
نتـالـيـا -تهزم- لايسي إيفانز
قدّمت نتاليا ولايسي إيفانز مواجهة قوية نالت استحسان الجماهير التي هتفت لهن بشكل كبير قبل وبعد النزال، وأظهرت نتاليا أخلاقا رياضية عالية عندما ساعدت منافستها على النهوض من أرض الحلبة بعد استسلامها بحركة شارب شوتر، وعانقتها بحرارة بعد دخولهن التاريخ في عرض جوهرة التاج، ونزلت نتاليا وإيفانز من الحلبة وعانقن بعض السيدات المتواجدات خلف الحاجز.
✅ النزال السابع: فريق هالك هوجان -ضد- فريق ريك فلير
رومان رينز وروسيف وتشاد غايبل ومصطفى علي وريكوشيه-يهزم- راندي أورتن وبارون كوربين وبوبي لاشلي وشينسكاي نكامورا ودرو ماكنتاير
حسم النجم الكبير رومان رينز المواجهة النارية لمصلحة فريقه والأسطورة هالك هوجان بعد نجاحه بتثبيت “الأفعى” راندي أورتن عقب حركة سبير قوية، وأظهر رينز قدرة تحمّل عالية بعد مقاومته لضربة آر كي أو بيكتشرز من أورتن، واحتفل هوجان مع نجومه وأثنى على رومان قائلا بإنه كان يعلم بقدرته على اقتناص الفوز منذ البداية.
✅ النزال الثامن التثبيت في أي مكان: لقب WWE الكوني
"ذا فيند" براي وايت -يهزم- سيث رولينز
قدّم النجمين مواجهة نارية مميزة وكانت غاية بالعنف بسبب استخدام كل منهما ما أتيح له من كراسي حديدية ومطارق وطاولات خشبية بجانب الحلبة والمدخل، وجاءت نهاية النزال بعد تمكن ذا فيند براي وايت من النجاة من سقوطه داخل تجهيزات كهربائية انفجرت لفورها، وتعرّض رولينز لصعقة كهربائية أثرت على عينيه عندما حاول الدخول لتثبيت خصمه، وكانت المفاجأة بظهور الوحش مرّة أخرى لتنفيذ ضربته القاضية وحسم النزال، خيّم الظلام على الملعب بعد ذلك وظهر وايت عند المدخل حاملا حزامه الكبير.

## اقرأ أيضا
- كراون جول (2018)
- سوبر شو داون 2019
- دبليو دبليو إي

## روابط خارجية
- كراون جول على موقع IMDb (الإنجليزية)
- كراون جول على موقع قاعدة بيانات الفيلم (الإنجليزية)
- كراون جول على موقع كينوبويسك (الروسية)

- الموقع الرسمي